# Colonne di Firenze

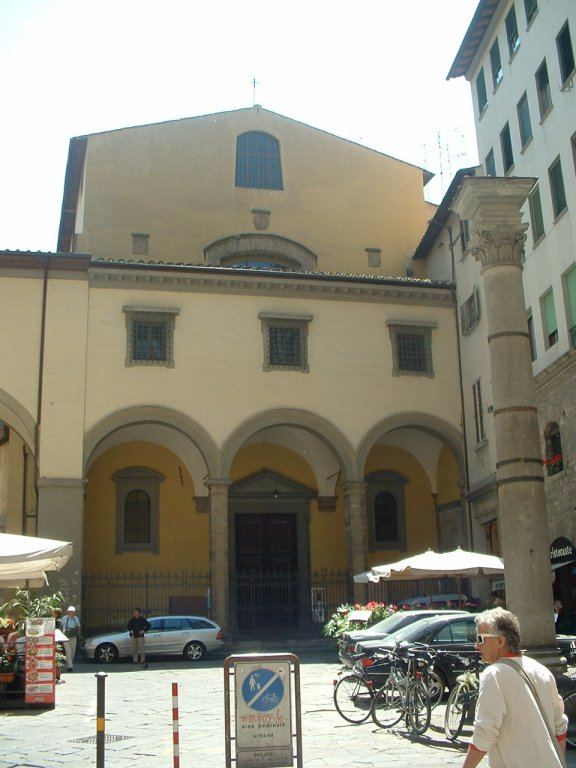
La colonna di Santa Felicita, davanti alla chiesa

A Firenze esistono alcune colonne erette nel corso dei secoli come decorazione urbana e testimonianza di varie vicissitudini. Non sono molte come per esempio a Roma, ma ognuna è legata a un particolare avvenimento, reale o leggendario, della storia cittadina.

## Colonna dell'Abbondanza

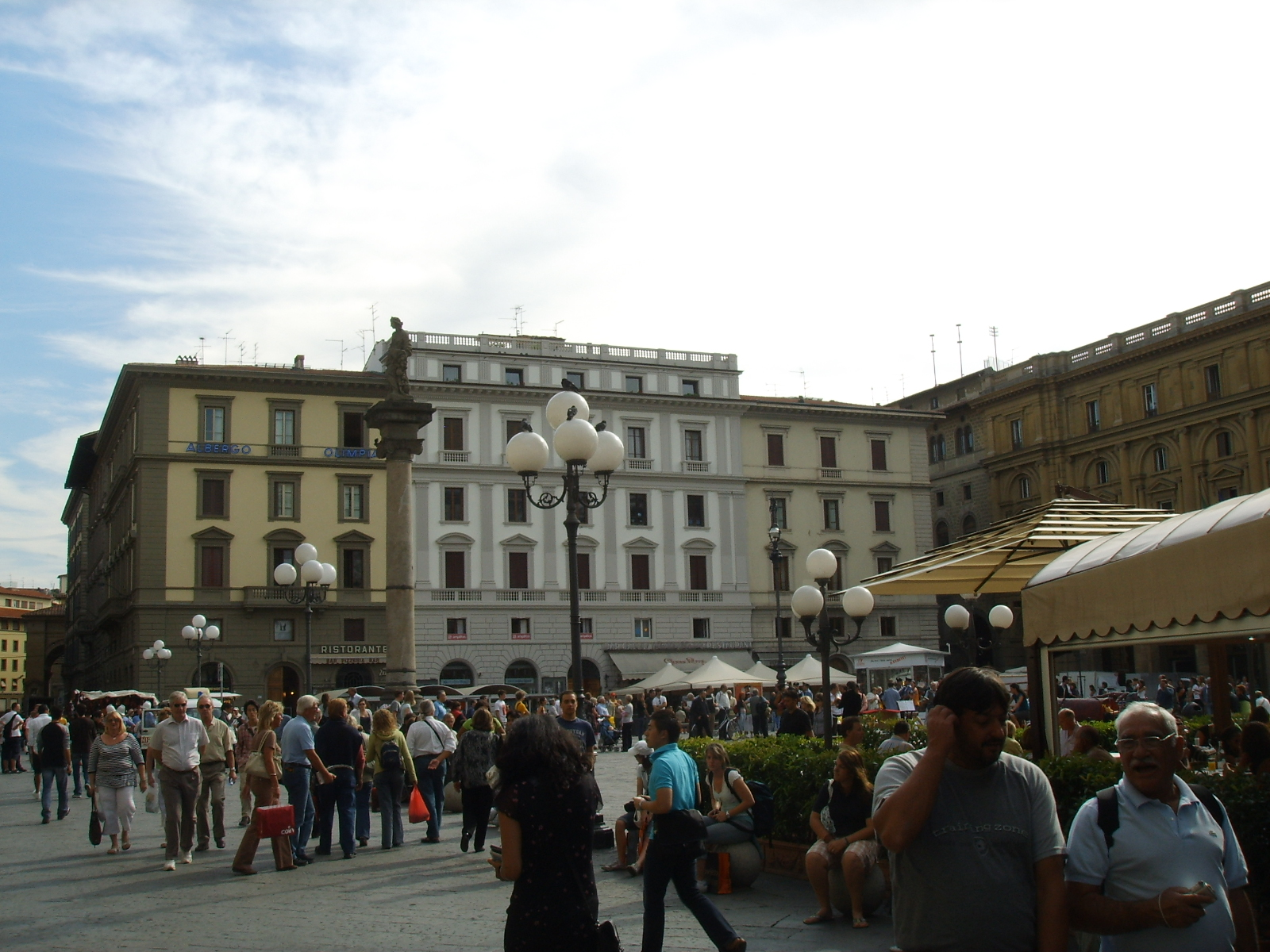
Piazza della Repubblica oggi

Chiamata anche colonna della Dovizia, la colonna dell'Abbondanza si trova in piazza della Repubblica. Nella Florentia romana in questo punto, nel foro, si incontravano il cardo e il decumano, quindi qui era l'ombelico della città. Sicuramente in questo punto esisteva una colonna di epoca romana della quale si persero comunque le tracce.
Nel 1430 fu eretta l'attuale colonna, con alla sommità la statua della Dovizia di Donatello, realizzata in pietra serena. Ormai logora, fu sostituita nel 1721 da un'altra simile, opera di Giovan Battista Foggini. Nelle fotografie ottocentesche, prima della demolizione del Mercato Vecchio, la colonna appariva inglobata in uno dei piccoli edifici usati come botteghe-laboratori, che ne nascondeva il basamento lasciando invece spuntare oltre il tetto la colonna con la statua. Durante gli sventramenti essa venne liberata e per un certo periodo tornò ad ergersi isolata nella piazza che veniva ricavandosi. In seguito al crollo di un braccio della statua, venne però smontata (1884): la colonna finì in un deposito vicino a Porta Romana, mentre il capitello e la statua furono riposti nel lapidario del Museo nazionale di San Marco.
Nel 1956 il Comitato per l'estetica cittadina, grazie ai fondi dell'Azienda di Turismo, rimise la colonna al suo secolare posto, facendo fare nell'occasione una copia della statua da Mario Moschi, mentre l'originale del Foggini venne collocato nel palazzo della sede storica della Cassa di Risparmio di Firenze in via Bufalini.

## Colonna di San Zanobi

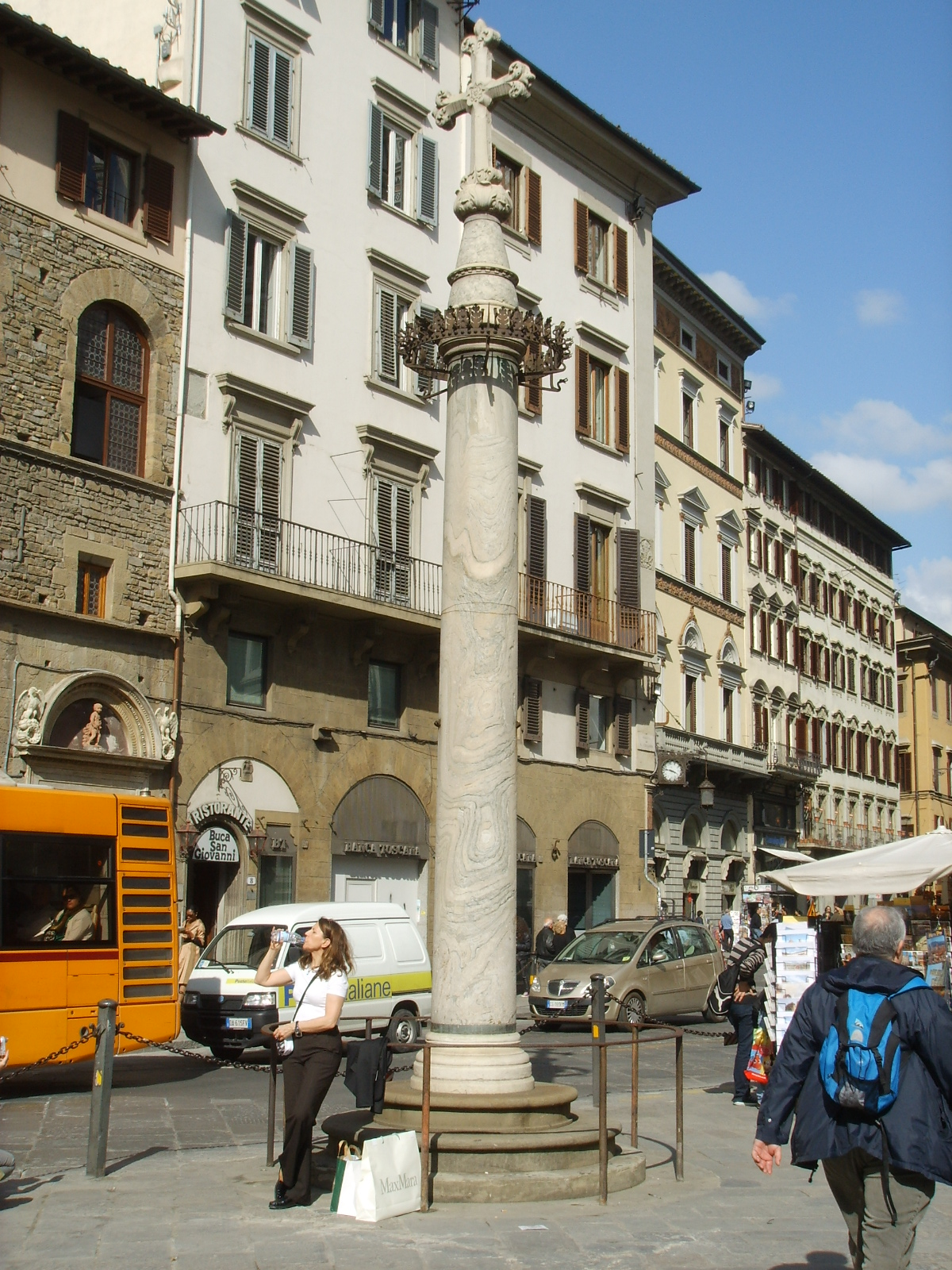
La colonna di San Zanobi

Si trova in piazza San Giovanni, quasi davanti alla porta nord del battistero di San Giovanni. È composta da un fusto in marmo cipollino sormontato da un albero in ferro e una croce. Fu eretta nel luogo in cui sarebbe avvenuto un miracolo legato al culto di san Zanobi: al passaggio delle reliquie del santo, che venivano traslate dalla vecchia cattedrale di San Lorenzo a quella nuova di Santa Reparata il 26 gennaio 429, un olmo secco, in pieno inverno, al solo contatto accidentale con il sarcofago, sarebbe miracolosamente rinverdito facendo spuntare delle tenere foglioline. Secondo la tradizione dall'originario albero fu scolpito un crocifisso oggi conservato nella chiesa di San Giovannino dei Cavalieri in via San Gallo.
Non conosciamo l'anno in cui fu eretta. Comunque fu atterrata dall'alluvione del 1333 e nuovamente eretta nel 1334; nel 1338 fu coronata con la croce; nel 1375 fu aggiunta un'iscrizione sul fusto che ricorda la leggenda di san Zanobi; nel 1501 cadde a terra la croce, durante i preparativi della festa di san Giovanni.
A poca distanza dalla colonna di San Zanobi sono presenti altre due colonne addossate in modo incongruo al battistero stesso. In realtà le due colonne di porfido, offerte da Pisa a Firenze come ringraziamento per l'aiuto offerto nel 1117 contro i Lucchesi, e conosciute anche come "colonne saracene", sono state a lungo posizionate libere nella piazza, ma a seguito di una rovinosa caduta, in cui si sono danneggiate, sono state collocate presso la facciata est del battistero, ai lati della porta del Paradiso di Ghiberti.

## Colonna di Santa Felicita
Questa colonna in granito dell'isola d'Elba con capitello corinzio davanti alla chiesa di Santa Felicita, è tradizionalmente dedicata alle imprese di san Pietro Martire (fra' Pietro da Verona), contro gli eretici catari, nel luogo dove si sarebbe svolto svolse uno scontro tra le due fazioni, decisivo per i cattolici (1244).
In realtà già i cronisti e le guide ottocentesche ne hanno ricondotto l'origine a un mausoleo che sorgeva nell'antico sepolcreto cristiano, qui attestato almeno dal V secolo d.C., e dal quale le monache di Santa Felicita avrebbero mutuato il proprio stemma, costituito appunto da una colonna sormontata da una croce con ai lati due palme simboleggianti il martirio. Nel 1484 fu posto a coronare il fusto un capitello con sopra una statua in terracotta invetriata raffigurante San Pietro martire, realizzata a spese di Amerigo de' Rossi, le cui case e torri si estendevano su via Guicciardini e sul lato della piazza della chiesa verso Ponte Vecchio. È quindi probabilmente solo da questa data che l'opera si legò al culto del santo, evidentemente particolarmente venerato dalla famiglia de' Rossi. Nel 1732 la statua cadde, rompendosi. L'anno successivo (1733) la perdita fu compensata collocando un'altra opera sempre commissionata dalla famiglia de' Rossi, questa volta in pietra ed eseguita da Antonio Montauti. Nel corso dell'Ottocento la scultura o venne rimossa o subì qualche accidente, comunque non fu più segnalata. Le mine collocate nella zona dall'esercito tedesco in ritirata nell'agosto del 1944 provocarono il crollo del monumento, successivamente in parte recuperato e ricomposto. 
Attualmente la colonna si presenta posizionata su un ampio basamento circolare in pietra serena (fino a poco tempo fa delimitato da una ringhiera in ferro che veniva per lo più utilizzata per parcheggiare biciclette e che di conseguenza è stata rimossa nel 2014), il fusto liscio di granito grigio orientale (evidenti tre cerchiature in ferro a risarcire i danni del tempo e della guerra di cui una rotta e non più efficace), coronata da un capitello corinzio al di sopra del quale è la base che un tempo sosteneva la statua. Sempre sul capitello, intercalati alle foglie d'acanto, si ripetono quattro scudi con l'arme della famiglia Rossi. Sul fusto è poi l'iscrizione dedicatoria del 1733, oramai difficilmente leggibile.

## Colonna della Croce al Trebbio
La colonna in granito dell'isola d'Elba, di fattura forse pisana, fu eretta nel 1338 sopra un antico pozzo a memoria della vittoria delle milizie dell'inquisitore domenicano Pietro da Verona (poi san Pietro Martire), i cosiddetti cavalieri di Santa Maria, contro gli eretici catari, nel 1244. L'avvenimento, comunque, non è documentato da fonti vicine ai tempi dei fatti e da molti viene indicato come possibile invenzione degli agiografi.
Il monumento è costituito da un capitello rovesciato come base, sulla quale si eleva la colonna sormontata da un altro capitello in marmo e un'edicola con una piccola tettoia medievale, che contiene una croce in marmo a doppia immagine di Cristo, con sotto un'altra effigie bifronte di san Pietro Martire. Agli angoli sono posti i simboli dei quattro evangelisti (tetramorfo). Un'iscrizione latina alla base indica la data del collocamento e il motivo dell'impresa. Nell'iscrizione si dice che questa croce venne posta qui nel 1338, in sostituzione di un'altra, che vi avevano posto san Zanobi e sant'Ambrogio.

## Colonna della Giustizia

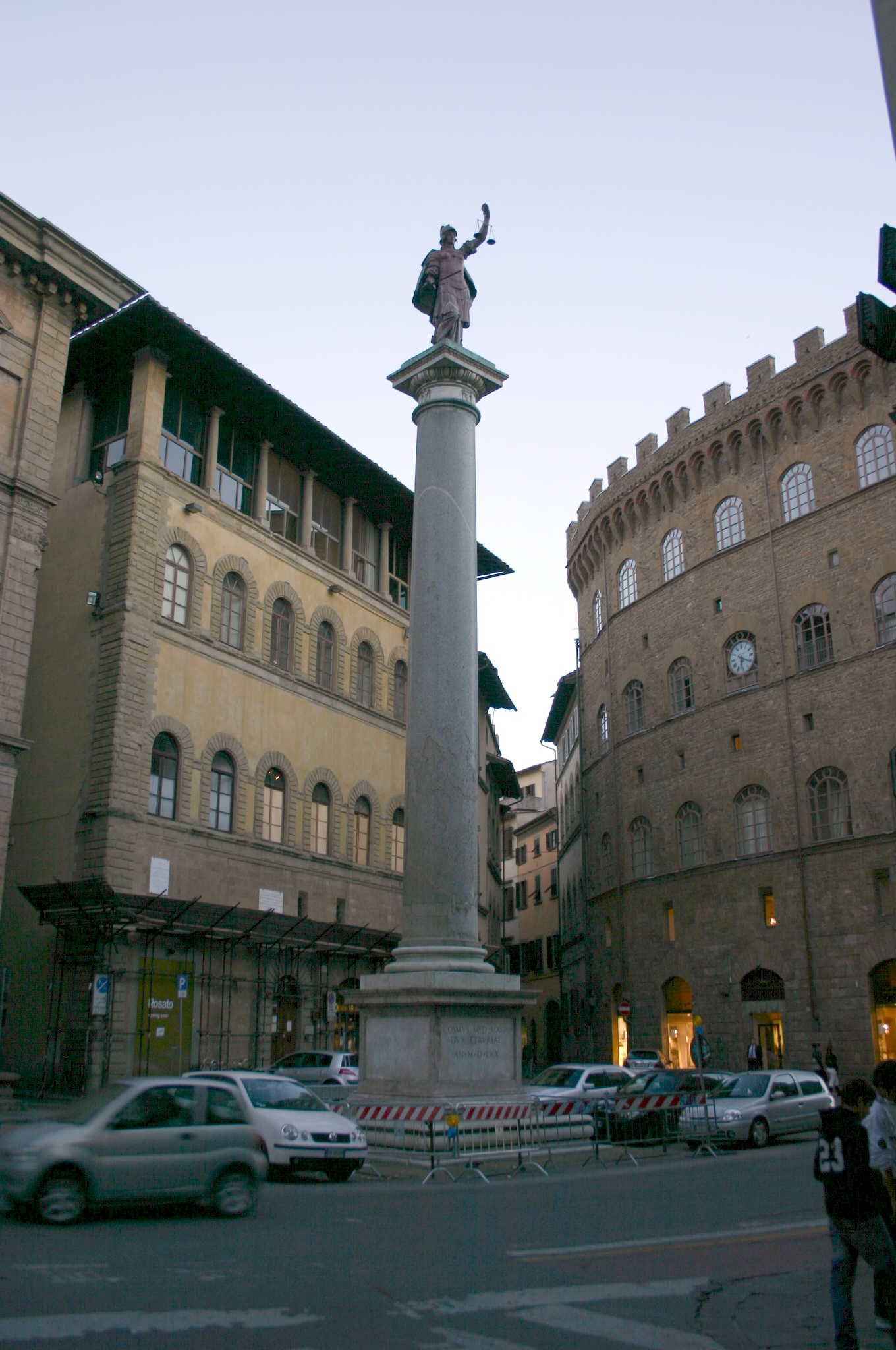
La colonna della Giustizia

La colonna della Giustizia si trova in piazza Santa Trinita ed è la più alta tra le colonne cittadine.

### Il fusto
Fu donata da papa Pio IV a Cosimo I e proviene dalla natatio (la piscina monumentale) dalle terme di Caracalla di Roma, scolpita in un pregiato granito orientale: è l'unica colonna integra pervenutaci da tale monumento.
Si tratta di una grande colonna monolitica alta 11,17 metri e pesante circa 50 tonnellate, arrivata a Firenze dopo un lungo viaggio.
Il trasporto da Roma fino al mare fu fatto nell'estate del 1562, con gli uomini e i mezzi del cantiere di San Pietro, e presentò numerose difficoltà soprattutto nel tragitto durato oltre due mesi, dalle terme al porto sul Tevere fatto alla velocità di 120 metri al giorno. A sovrintendere al trasporto fu Giorgio Vasari che verificò la possibilità di caricarla sull'imbarcazione mandata da Cosimo I e probabilmente costruita per l'occasione. Dopo le operazioni, probabilmente molto complesse, per caricare la colonna, nell'inverno il barcone mosse verso Ostia e Civitavecchia, non senza molte difficoltà e poi prese il mare, rimorchiata da una galera che dovette sostenere anche uno scontro con due imbarcazioni turche, arrivando a Livorno nel mese di marzo 1563. Il tragitto sull'Arno, nella seconda metà di aprile, dovette avvenire con l'aiuto di un'imbarcazione più piccola probabilmente allestita per l'occasione e si dovette interrompere a Ponte a Signa “per non potere andare più innanzi Fiorenza colla scafa” a causa della ridotta portata del fiume. Dopo lunghe preparazioni con la supervisione di Bartolomeo Ammannati, verso la fine di luglio la colonna imbragata in un'incastellatura di legno detta "nizza", viene trainata lungo la via Pisana verso Firenze, con canapi fabbricati appositamente, da cavalli e buoi con l'opera di circa venti operai. La colonna arriva in piazza Santa Trinita il 26 settembre 1563, dopo oltre un anno di viaggio.
Dopo essere stata rimaneggiata dall'Ammannati, fu eretta nella collocazione finale nel 1565. Alla colonna convergono visivamente via de' Tornabuoni, via delle Terme e Borgo Santi Apostoli ed essa domina lo spazio della piazza con un senso del gigantismo del tutto nuovo per Firenze.

### La statua della Giustizia
Nelle intenzioni di Cosimo c'era la celebrazione della vittoria su Siena nella battaglia di Marciano (2 agosto 1554). Il punto dove è collocata infatti era quello dove il duca si trovava nel momento in cui ricevette la notizia della vittoria riportata dalle sue truppe sul ribelle Pietro Strozzi ed i suoi alleati senesi. Quando poi Cosimo venne nominato granduca fu aggiunta, alla base, l'iscrizione dedicatoria come Colonna della Giustizia e la sommità fu coronata nel 1581 dalla statua della Giustizia, in porfido rosso antico, di Francesco del Tadda e del figlio Romolo. Francesco del Tadda era diventato uno specialista nel lavorare il difficile e durissimo materiale, tanto che Vasari e Cellini gli attribuiscono la riscoperta delle antiche tecniche di lavorazione usate nel periodo classico. La statua è alta circa 6 braccia e realizzata assemblando insieme con perni metallici sei pezzi di porfido probabilmente proveniente anch'esso da Roma. Per scolpire La Giustizia nel durissimo materiale furono necessari ai Ferrucci ben undici anni, durante i quali la grande statua rimase in una loggia dei Bardi presso la chiesa di Santa Maria Sopr'Arno.  Il modello della statua era dell'Ammannati, in quanto i Ferrucci erano scalpellini senza istruzione artistica (senza "disegno" come si diceva allora). Il bronzeo panneggio del mantello che copre le spalle della Giustizia, originariamente non era previsto. Fu applicato dall'artista soltanto a statua ultimata per rimediare ad un difetto alle spalle, che apparivano assai piccole rispetto al corpo, anche a causa del particolare punto di vista prospettico.

### La gazza ladra
Negli anni immediatamente successivi alla messa in opera della statua della Giustizia si verificò un curioso episodio: alcuni ragazzi che erano soliti giocare sul Ponte Vecchio, furono accusati di aver rubato alcune pietre preziose da alcuni banchi dei gioiellieri. I ragazzi si dichiararono innocenti; tuttavia furono diffidati dal rimettere piede sul ponte. Nonostante questo provvedimento, i furti continuarono.
Alcuni anni dopo la verità sarebbe venuta a galla: in un'operazione di periodica pulitura della statua della Giustizia, fu scoperto un nido di gazza ladra all'interno di uno dei piattini della bilancia, con all'interno tutta la refurtiva.

## Colonna di San Felice

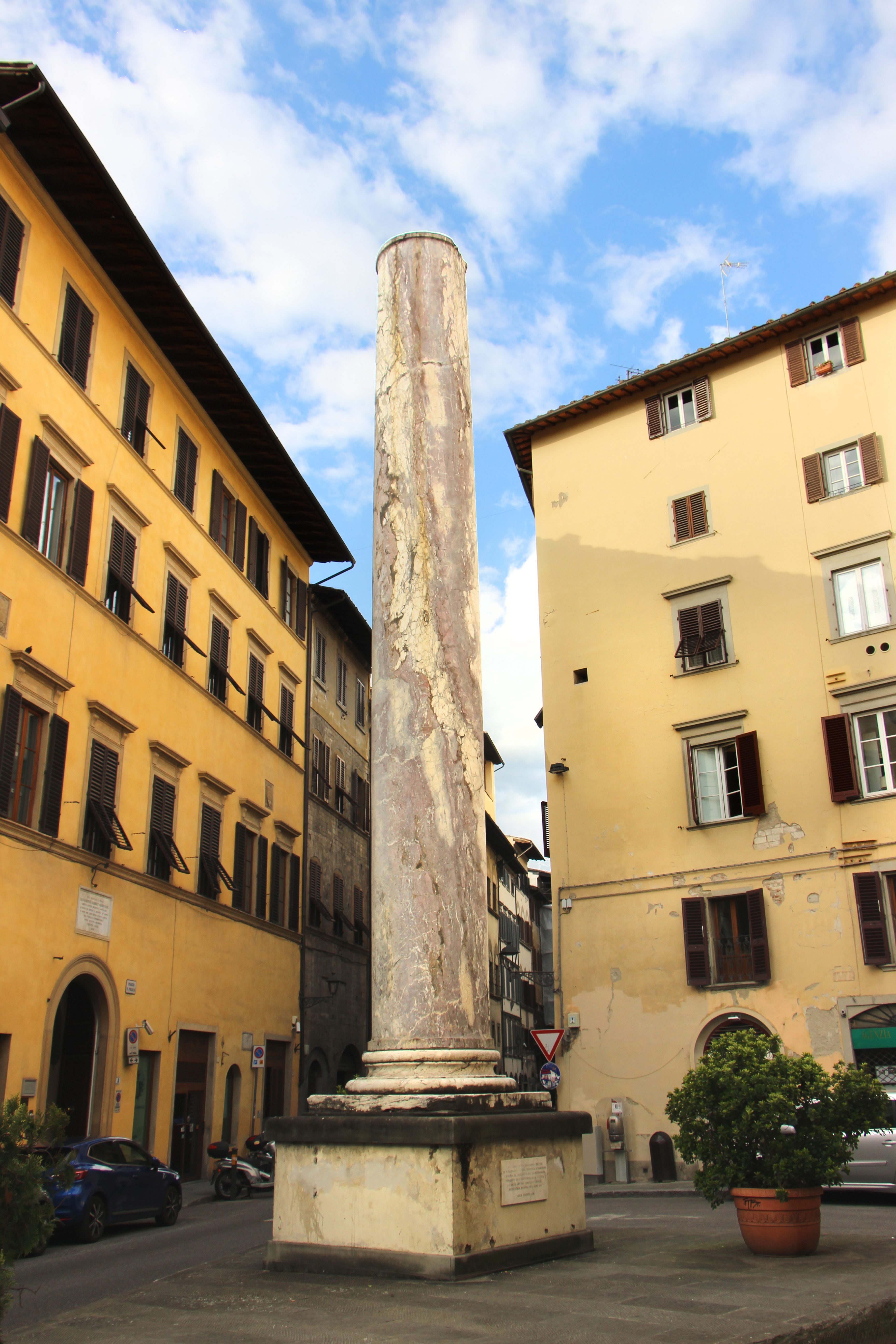
Colonna di San Felice

La seconda colonna celebrativa voluta da Cosimo I doveva simboleggiare la vittoria nella battaglia di Marciano. Fu collocata in piazza San Felice, all'incrocio tra via Maggio e via Romana, vicino a palazzo Pitti. Si tratta di un monolite in breccia medicea, cavata a Seravezza, insieme ad un'altra destinata a piazza San Marco. Viste le dimensioni inusuali (16 braccia=9,4 metri), Bartolomeo Ammannati si occupò di sovrintendere le operazioni in cava ed il trasporto.
Nel 1572 si tentò di innalzare la colonna che si ruppe a metà; fu necessario pertanto imperniare i due tronconi. La colonna rimase incompleta, senza capitello e senza un basamento canonico.
Il progetto di Cosimo prevedeva anche la collocazione di una statua rappresentante la Pace alla sua sommità, (in un progetto complessivo che prevedeva la colonna della Giustizia, quella "della Pace" e quella "della Religione" in piazza San Marco), ma la morte del granduca arrivò prima che l'opera fosse stata commissionata.
La colonna restò nella sua collocazione fino al 1838, quando il granduca Leopoldo II la fece rimuovere per ampliare il passaggio. Una targa su un palazzo della Piazza ricorda proprio la rimozione del monumento "imperfetto". Nel 1992 è stata di nuovo posizionata nella sua collocazione originaria.

## Colonna di San Marco
Questa era la terza delle colonne celebrative che Cosimo I intendeva innalzare in città - dopo quelle di piazza Santa Trinita e piazza San Felice - in piazza San Marco e destinata a rappresentare la Pace. Arrivata a Firenze nel 1572 da Seravezza, la grande colonna, alta 22 braccia (circa 12,90 metri) fu posta giacente in piazza, sorretta da alcuni tronconi di trave. Morto il granduca Cosimo, Francesco I ordinò che fosse posta su un dado fabbricata da Pietro Tacca nel luogo assegnato, coronata dalla statua di Giovanna d'Austria, sposa del giovane Granduca. La statua, iniziata dal Giambologna, dopo la morte di questi fu completata dall'allievo Pietro Tacca. Quando tutto era pronto per l'innalzamento, la colonna giacente si ruppe nel mezzo. Si abbandonò allora il progetto e la colonna fu sepolta nella piazza stessa. La statua, trasformata in rappresentazione della Dovizia fu situata a coronamento del viale prospettico dell'anfiteatro di Boboli; la base fu distrutta nel 1661, per fare spazio agli apparati dei festeggiamenti per l'arrivo in città di Margherita Luisa d'Orléans, sposa di Cosimo III.
Nel 1694 la colonna fu dissepolta, a cura di un comitato di cittadini e fu predisposta una nuova base per poterla innalzare dopo averla ricomposta, sormontata da una statua di San Antonino. L'impresa non ebbe seguito in quanto la sottoscrizione di fondi non ebbe successo. La base fu nuovamente smontata nel 1738 e almeno uno dei frammenti della colonna venne sepolto nel centro della stessa piazza e solo in seguito riscoperto e collocato nel cortile dell'Accademia di Belle Arti di Firenze, in deposito. L'Accademia ha indetto un concorso e una sottoscrizione per completarla e innalzarla, che però non sembra aver avuto esito.

## Altre colonne
- La colonna sulla sommità del Cimitero degli inglesi risale al 1858, quando venne donata da Federico Guglielmo IV di Prussia.
- Una colonna in pietra serena si trova incassata nello spigolo esterno della Casa di Andrea del Sarto tra via Giusti e via Gino Capponi.
- Due antiche colonne si trovano nella Loggia dei Tessitori in via San Gallo: facevano parte dell'arcata prima che venissero sostituite con esemplari nuovi a causa del degrato legato agli agenti atmosferici.
- La colonna in marmo bianco con base e capitello dorico in ghisa, innalzata, nei primi decenni del XIX secolo, (forse su disegno di Giuseppe Manetti) alle Cascine sulla passeggiata lungo il fiume, in corrispondenza della strada che divide il prato delle Cornacchie dal prato del Quercione[13].
- Esistevano due colonne lignee in piazza Santa Maria Novella, innalzate provvisoriamente nel 1563 come mete per il tradizionale palio dei cocchi, e sostituite nel 1608 dai due obelischi attuali.

## Galleria d'immagini

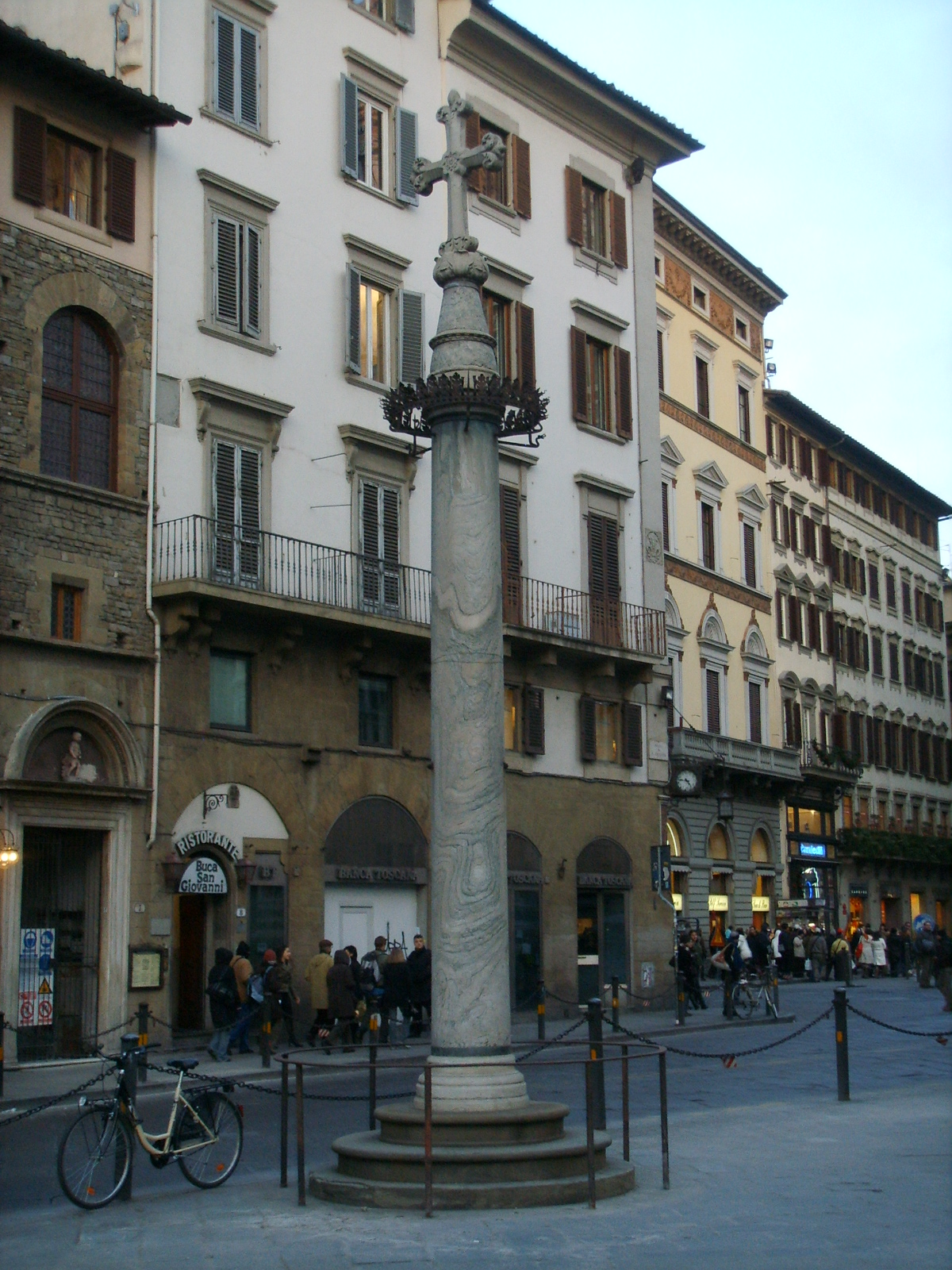
La colonna di san Zanobi
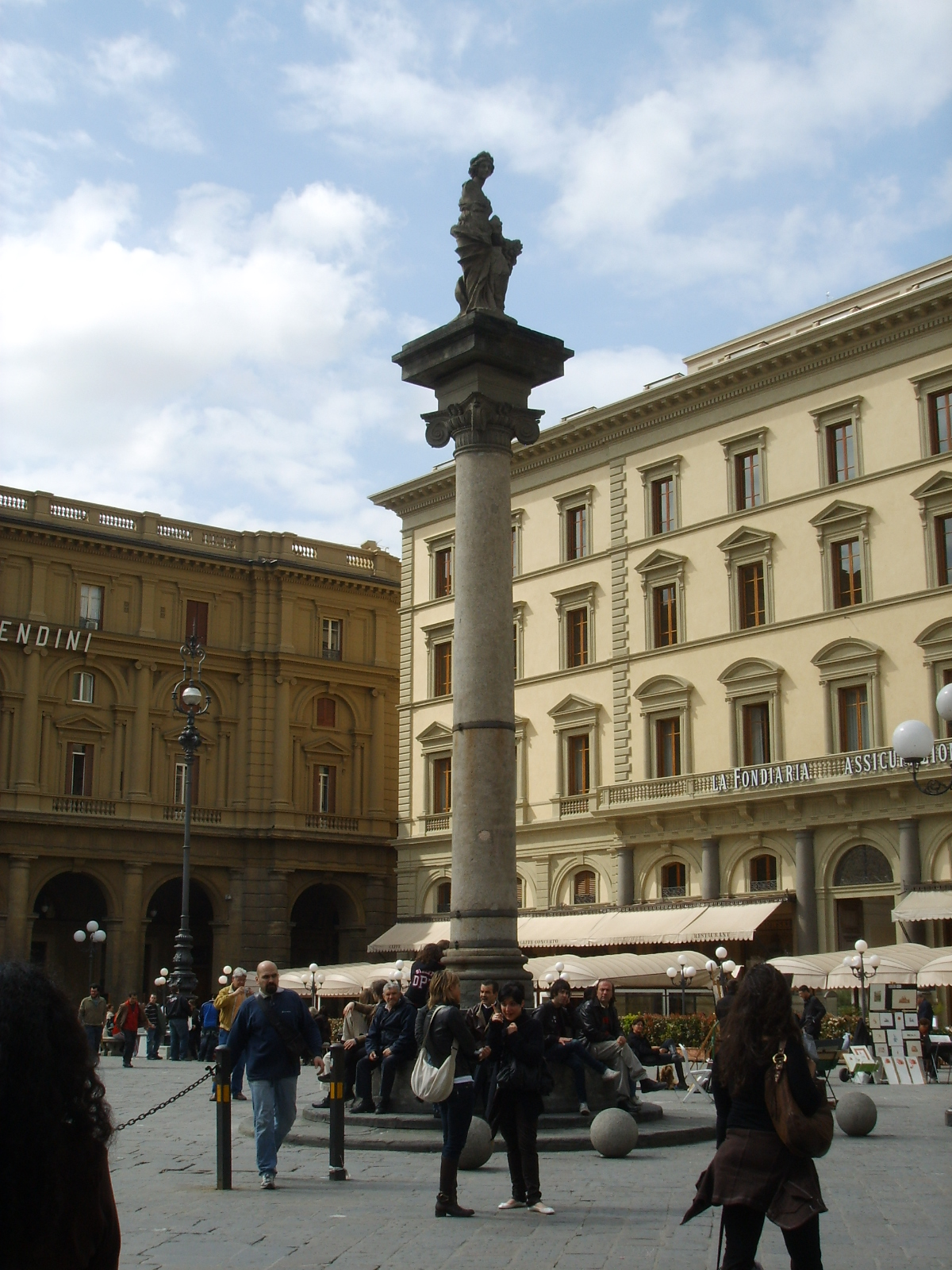
La colonna dell'Abbondanza
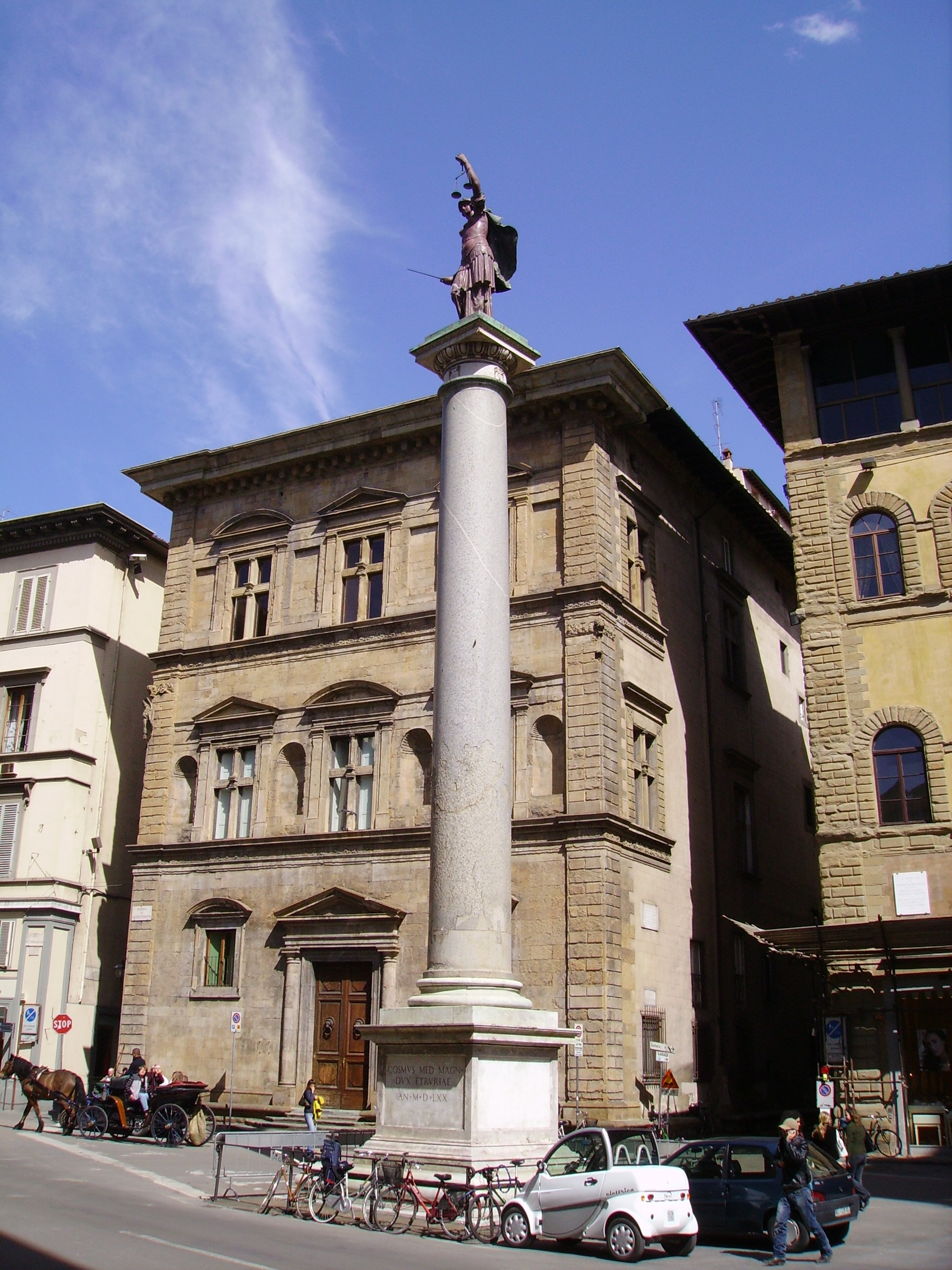
La colonna della Giustizia
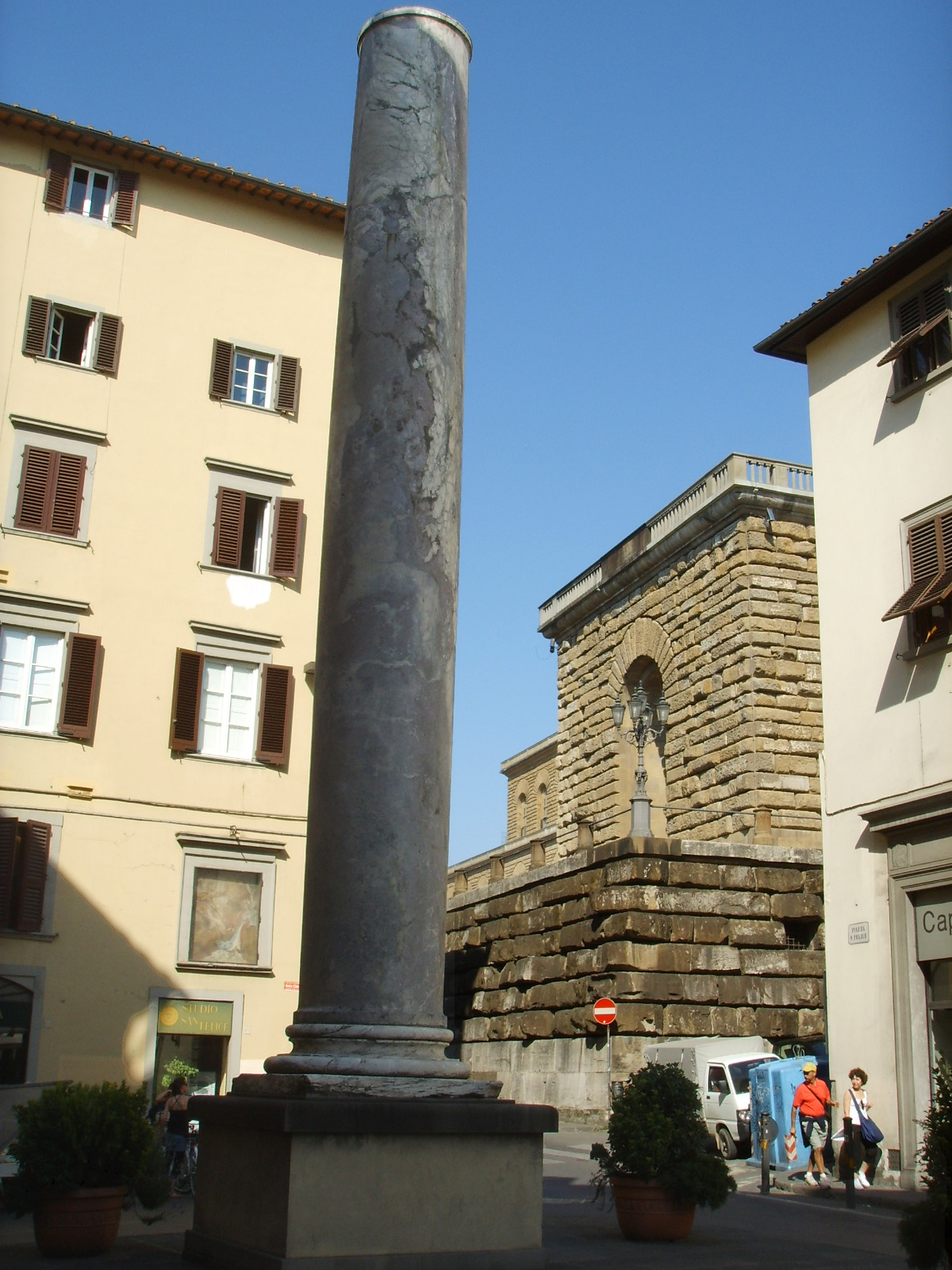
La colonna di Piazza San Felice
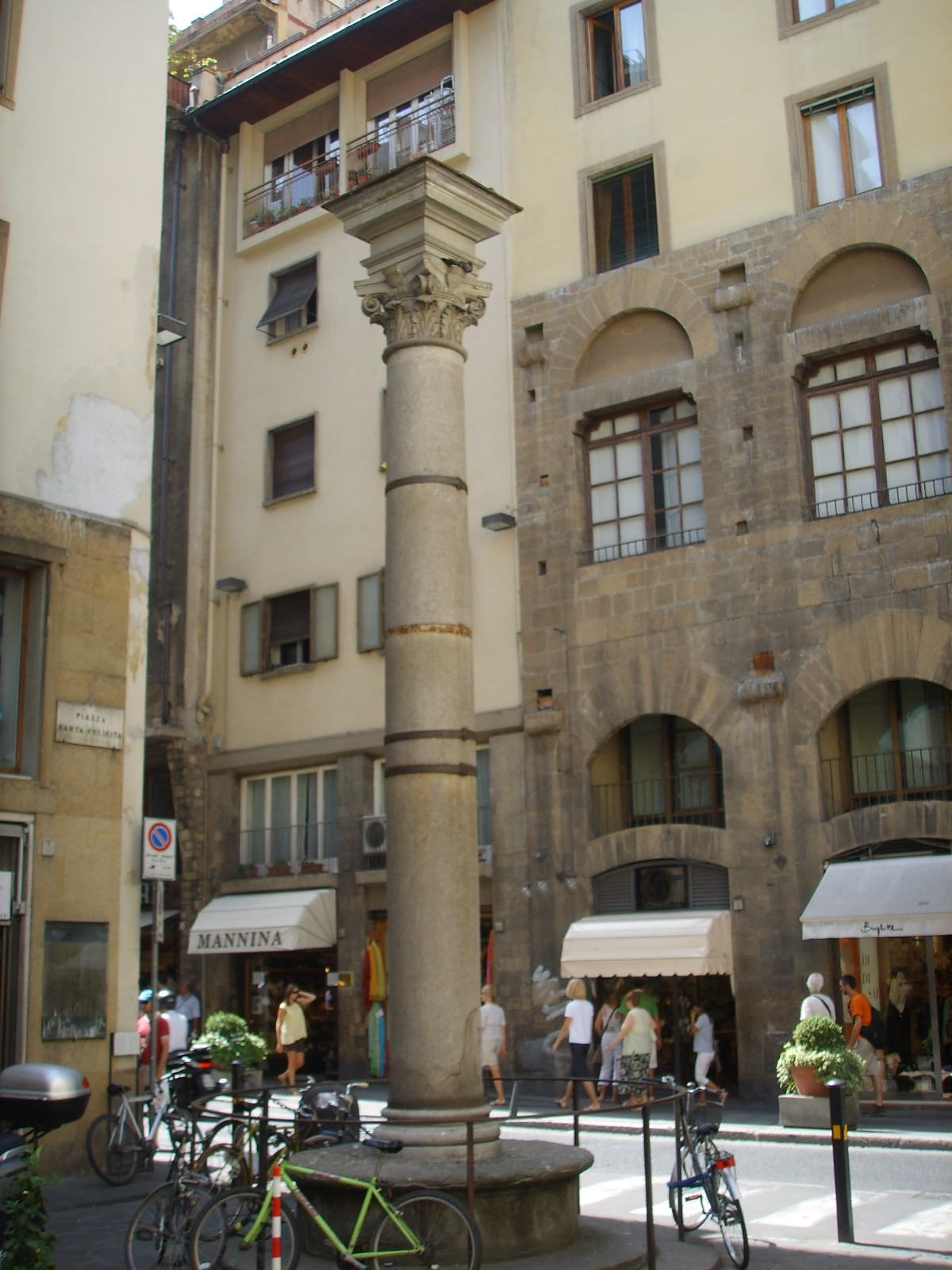
La colonna di Santa Felicita
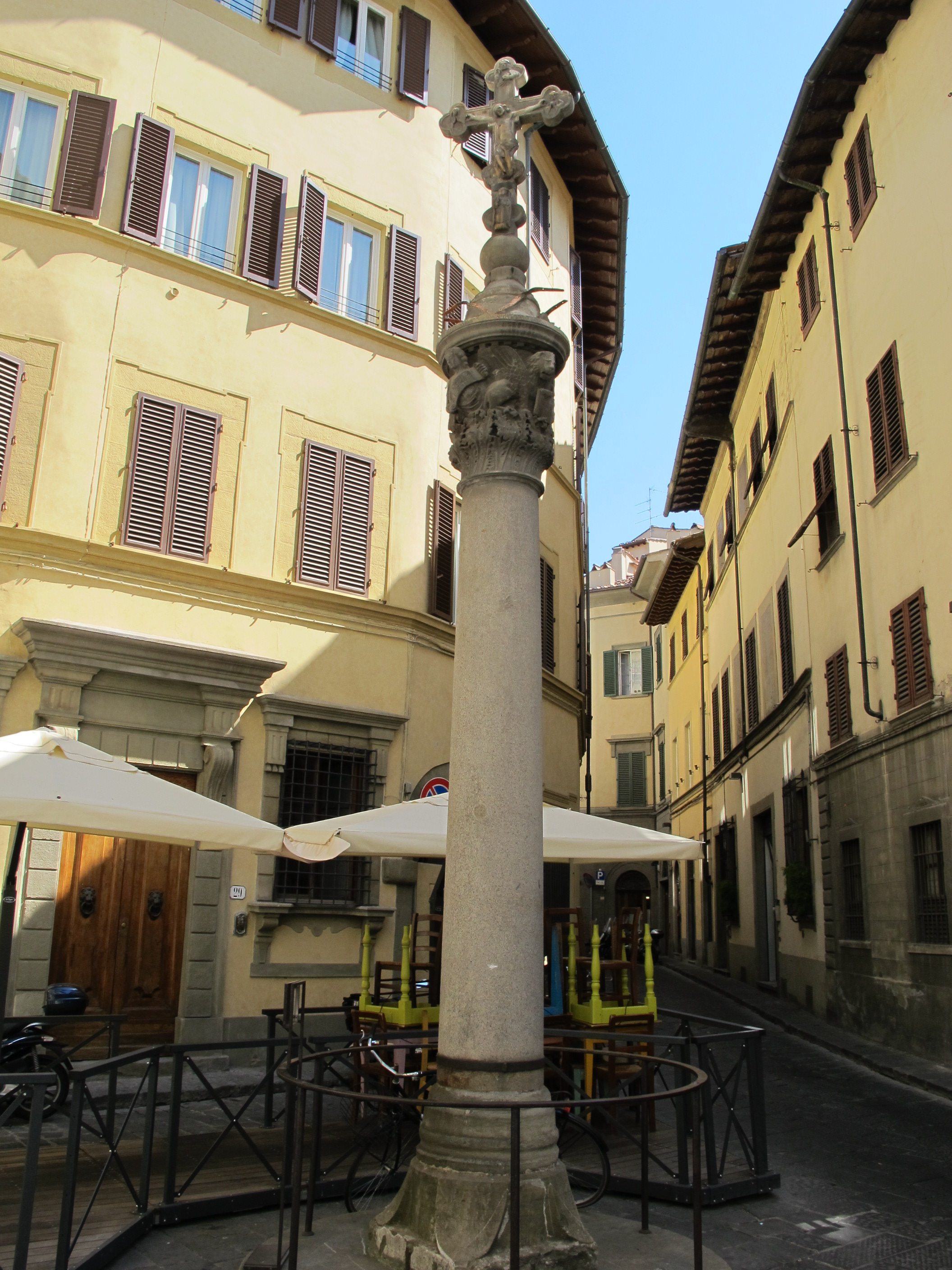
La colonna della Croce al Trebbio (senza tettoia, smontata durante un restauro)
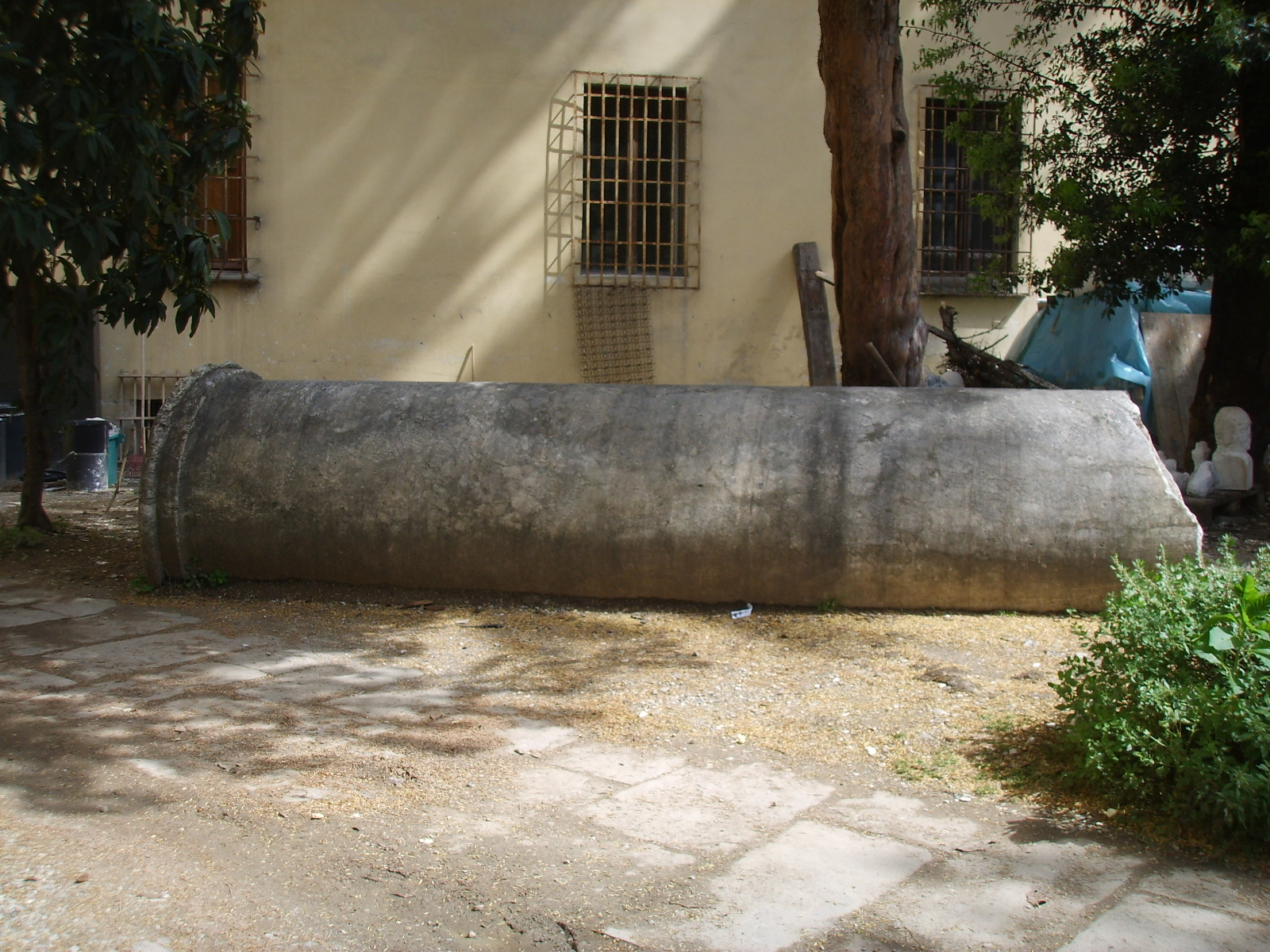
La colonna di San Marco